# Megumi Igarashi
Megumi Igarashi (五十嵐恵, Igarashi Megumi) (Prefectuur Shizuoka, 14 maart 1972) is een Japanse kunstenares, manga-artiste en feministe die vooral gekend is omwille van haar kunst die ze maakt over vagina's. In Japan heerst hierover nog steeds een groot taboe, zowel sociaal als wettelijk waardoor ze meermaals in botsing komt met het gerecht.  Haar artiestennaam is Rokudenashiko, wat zoveel betekent als "nergens-goed-voor-kind". 

## Werk
In Japan is er een groot taboe rond de geslachtsdelen, vooral rond de vagina bestaat er een groot stilzwijgen rond. Veel vrouwen voelen zich ongemakkelijk en hebben vaak geen echt duidelijk beeld hierover omdat afbeeldingen volledig uit den boze zijn. In Japanse pornofilms worden de geslachtsdelen onherkenbaar gemaakt. Hierdoor bestaat er bij vrouwen ook vaak een verkeerd beeld en is Japan na Brazilië het land waar er meest vaginacorrecties gebeuren. Via haar 'vaginakunst' wil ze dit onrecht aanklagen.
Enkele voorbeelden van haar kunst 
- Via een 3D-scan van haar eigen vagina heeft ze verschillende modellen, zoals een kajak gemaakt
- Decoman: een reeks van beelden gebaseerd op een vagina
- koffiemokdeksels, IPhonehoesjes, ...

## Processen
In juli 2014 was ze naar aanleiding van haar 'kajak' gearresteerd omdat ze de Japanse obsceniteitswetten zou overtreden hebben. Er kwam een on-linepetitie met meer dan 20.000 handtekeningen en ze werd vrijgelaten. In december 2014 werd ze opnieuw gearresteerd omwille van het vertonen van obscene voorwerpen. Ze werd vrijgelaten op borg en in april 2015 begon haar proces. Ze riskeert een celstraf van twee jaar en een boete van 20.000 euro.